# Kira Weidle
Kira Weidle est une skieuse alpine allemande, née le 24 février 1996 à Stuttgart. Elle est spécialisée dans les épreuves de vitesse (descente et super G) et remporte la médaille d'argent de la descente aux Championnats du monde 2021.

## Biographie
Membre du SC Starnberg, Kira Weidle prend part à des courses de la FIS à partir de la saison 2011-2012, puis au Festival olympique de la jeunesse européenne en 2013, où elle se distingue avec une septième place en slalom géant.
Elle fait ses débuts en Coupe du monde en janvier 2016 à la descente d'Altenmarkt-Zauchensee, lieu même elle monte sur deux podiums en Coupe d'Europe cet hiver (dont 1 victoire). Elle marque ses premiers points en décembre de la même année avec une 27e place sur la descente de Lake Louise. Elle y signe son meilleur résultat un an plus tard avec une 8e place.
Aux Championnats du monde junior 2017, à Åre, elle est médaillée de bronze en descente.
Aux Championnats du monde 2017, elle est 29e de la descente, 31e du super G et ne termine pas le combiné. Elle participe aux Jeux olympiques de 2018, à Pyeongchang, où elle est onzième en descente. Elle obtient son premier podium en Coupe du monde le 30 novembre 2018 en prenant la troisième place de la descente de Lake Louise. Elle finit cinquième de la Coupe du monde de descente cet hiver 2018-2019.
Après une année sans podium en 2019-2020, Weidle renoue avec celui-ci aux Championnats du monde 2021, à Cortina d'Ampezzo, où elle gagne la médaille d'argent sur la descente à seulement deux dixièmes de seconde de Corinne Suter. Encore en Italie, elle signe son troisième podium en Coupe du monde en descente à Val di Fassa peu après les Mondiaux. 
Lors de la saison 2021-2022, elle est proche de l'emporter à la descente de Zauchensee, finissant à seulement dix centièmes de Lara Gut-Behrami. Aux Jeux olympiques de Pékin, elle finit à la plus mauvaise place lors de la descente, se classant quatrième.

## Palmarès

### Jeux olympiques
| Édition / Épreuve   | Descente | Super G |
| ------------------- | -------- | ------- |
| JO 2018 Pyeongchang | 11e      | Abandon |
| JO 2022 Pékin       | 4e       | 15e     |

### Championnats du monde
| Épreuve / Édition | Saint-Moritz 2017 | Åre 2019 | Cortina 2021 |
| ----------------- | ----------------- | -------- | ------------ |
| Descente          | 29e               | -        | Argent       |
| Super G           | 31e               | 18e      | 19e          |
| Combiné           | Disqualifiée      |          |              |

### Coupe du monde
- Meilleur classement général : 20e en 2021.
- 6 podiums (en descente).

#### Classements par saison
| Saison / Classement | Général | Général | Descente | Descente | Slalom | Slalom | Slalom géant | Slalom géant | Super G | Super G | Combiné | Combiné |
| Saison / Classement | Class.  | Points  | Class.   | Points   | Class. | Points | Class.       | Points       | Class.  | Points  | Class.  | Points  |
| ------------------- | ------- | ------- | -------- | -------- | ------ | ------ | ------------ | ------------ | ------- | ------- | ------- | ------- |
| 2017                | 105e    | 18      | 50e      | 4        | -      | -      | -            | -            | 41e     | 14      | -       | -       |
| 2018                | 62e     | 99      | 25e      | 81       | -      | -      | -            | -            | 42e     | 18      | -       | -       |
| 2019                | 25e     | 319     | 5e       | 307      | -      | -      | -            | -            | 39e     | 12      | -       | -       |
| 2020                | 30e     | 217     | 13e      | 188      | -      | -      | -            | -            | 36e     | 29      | -       | -       |
| 2021                | 20e     | 316     | 5e       | 265      | -      | -      | -            | -            | 23e     | 51      | -       | -       |

### Championnats du monde juniors
- Åre 2017 :
  -  Médaille de bronze en descente.

### Coupe d'Europe
- Vainqueur du classement de la descente en 2016.
- 2 podiums, dont 1 victoire en descente.

### Championnats d'Allemagne
- Vainqueur de la descente en 2016, 2019 et 2021.
- Vainqueur du super G en 2021.